# Chick Myageri, Bagalkot
Chick Myageri là một làng thuộc tehsil Bagalkot, huyện Bagalkot, bang Karnataka, Ấn Độ.